# 別爾哥羅德-哈爾科夫攻勢
別爾哥羅德-哈爾科夫攻勢（代號為：「魯緬采夫團長行動」，該名來自18世紀後期的俄國名將彼得·魯緬采夫元帥）是第二次世界大戰中蘇聯紅軍對德意志國防軍實施的夏季戰略進攻行動之一，旨在奪回別爾哥羅德、哈爾科夫地區，並摧毀德國第4裝甲軍團以及肯夫特遣軍團。這次行動由沃羅涅日方面軍與草原方面軍執行。
行動在1943年8月3日早晨開始，目的是從庫爾斯克會戰防禦階段對德國南方集團軍勝利的基礎上，打擊南方集團軍的北翼。1943年8月23日，沃羅湼日方面軍及草原方面軍的師團從德軍手中解放了哈爾科夫，守軍大部被徹底擊潰，這次是在德蘇戰爭中該城最後一次易手，行動迫使在烏克蘭的德軍撤過第聶伯河，從而讓蘇軍於1943年秋季解放基輔。
德軍稱本戰役為「第四次哈爾科夫戰役」。

## 行動背景
該行動由蘇聯最高統帥部所制定。然而，由於蘇軍在7月的戰鬥中已經蒙受大量損失，所以蘇軍需要一段時間來恢復戰力。行動被規定於8月3日發起，目標是擊敗德國第4裝甲軍團以及肯夫特遣軍團，並打擊南方集團軍的南翼。該集團軍的南翼由德國第1裝甲軍團以及重新組建的第6軍團組成，紅軍準備將其包圍殲滅於亞速海沿岸地區。
執行該行動的蘇軍，包含沃羅涅日方面軍與草原方面軍，其部署了1,144,000人、2,418輛坦克、13,633門火砲與火箭發射器。當面的德軍則有200,000人、237輛坦克與自走砲。
希特勒預測蘇軍將會發起攻向第聶伯河、米烏斯河的攻勢。企圖切斷南方集團軍南邊的部隊與其他部隊之聯繫，並將其殲滅。故要求曼施坦因朝南方派遣援軍當蘇聯的南方面軍、西南方面軍於7月17日發起該攻勢時，德軍調了黨衛軍第2裝甲軍、第24裝甲軍、第48裝甲軍到南方以阻止蘇軍的進攻。事實上，蘇軍這次進攻是企圖將德軍的主力與預備隊，從其準備要進攻的路線上引開。

## 進攻行動

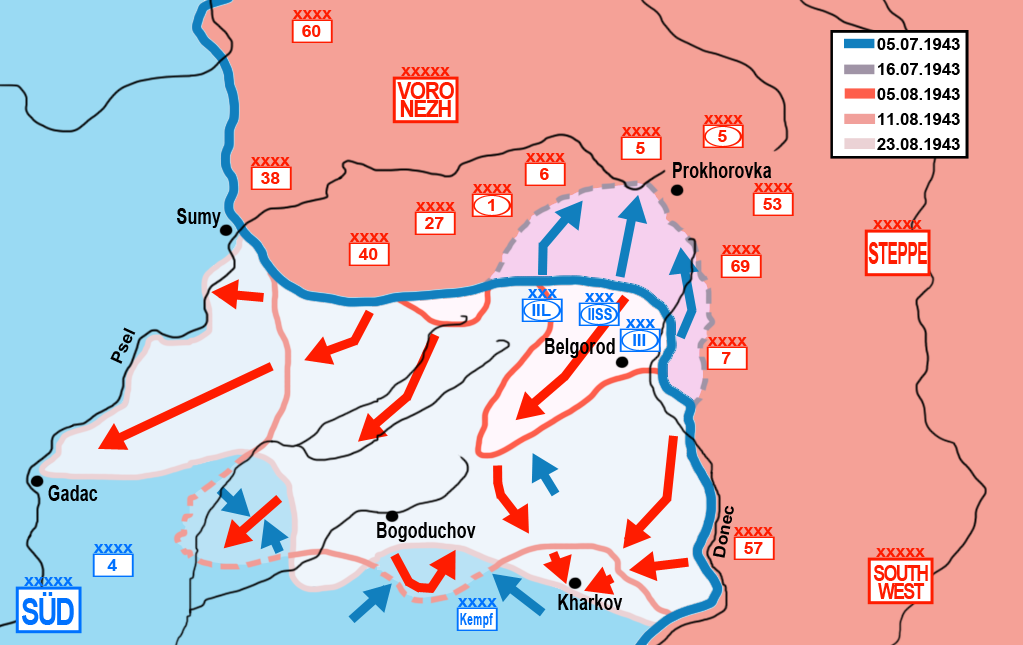
Operation Polkovodets Rumyantsev

8月3日，該行動由一場針對德軍防線的大規模炮擊開始。儘管德軍頑強反擊，然而並不能阻止蘇軍。8月5日，蘇軍突破了德軍防線，在前進大約60公里後，抵達並攻佔了別爾哥羅德。在經過來自北面、東面大規模的打擊後，蘇軍壓倒了德軍。
德軍的預備隊從奧廖爾、頓巴斯的北面被調來，企圖阻止蘇軍的進攻。  然而只有大德意志師成功阻止第40軍一天。7個裝甲與摩托化師在第3裝甲軍的掩護下，與4個步兵師企圖反攻蘇軍的側翼，但被阻止。
8月12日， 親衛隊第2師、親衛隊第3師對兩個位於博霍杜希夫的蘇聯軍發起反擊，其位於哈爾科夫西北方30公里。該兩個師擊毀了大量蘇軍坦克。為了支援第6近衛軍、第1坦克軍，第5近衛坦克軍加入戰役。這三個蘇聯軍都承受了大量損失，他們損失了全部1,112輛坦克中的800輛。蘇軍的增援阻止了德軍的反攻，然而他們更進一步的進攻被暫緩了。
當蘇軍在博霍杜希夫被阻止時，德軍開始封閉位於阿赫特爾卡、克拉斯諾庫茨克的口袋。反攻於8月18日開始，到了20日，大德意志師和親衛隊第3師會師於蘇軍單位的後方。包含了蘇軍兩個軍團的部份以及兩個坦克軍被包圍，然而被包圍的部隊，數量遠超過包圍的德軍，因此大部分蘇軍單位能夠突破包圍，儘管過程中承受了大量傷亡。
儘管遭遇挫折，蘇軍仍然逼近並經過激戰後，於8月23日，奪回哈爾科夫。

## 行動之後
德軍藉由撤退，恢復了南方集團軍的左翼，第4裝甲軍團以及第8軍團避免被殲滅，然而蘇軍隨即又開始了下一波的進攻，這是蘇軍在蘇德戰爭中，第一次掌握了全部的戰略主動，且他們使用的相當出色。
德軍在庫斯克戰役的失敗，意味著德軍永久喪失了蘇德戰爭的戰略主動，且沒有任何希望去奪回它，儘管希特勒拒絕承認。德軍在1943年7、8月損失了大量人力，這嚴重限制了南方集團軍、中央集團軍對蘇軍日後行動反應的能力。魯緬采夫行動和庫圖佐夫行動標誌著德軍已無法在夏季擊敗蘇軍，並奪回失去的土地、戰略主動權。

## 註腳
1. 1 2 3  Glantz（2012年），第186页
2. ↑  Frieser（2007年），第197页
3. ↑  Frieser（2007年），第154页
4. ↑  Glantz & House（1995年），第297页
5. 1 2 3  Glantz & House（2015年），第395页
6. ↑  Glantz & House（1995年），第170页
7. ↑  Glantz（2001年），第333页
8. ↑  Glantz & House p. 241.
9. ↑  Krivosheev（1997年），第134页
10. 1 2  Koltunov p. 81.
11. ↑  Manstein p. 445
12. ↑  Glantz & House（1995年），第168页
13. ↑  Glantz & House（1995年），第169页
14. 1 2 3  Frieser（2007年），第196页
15. 1 2  Glantz & House（2004年），第249页
16. ↑  Glantz & House（2004年），第251页
17. ↑  Stalingrad to Berlin - The German Defeat in the East by Earl F Ziemke by Dorset Press 1968 page 158
18. ↑  Decision in the Ukraine Summer 1943 II SS & III Panzer Corps, George M Nipe Jr, JJ Fedorowicz Publishing Inc. 1996 Page 330